# 新娘愛鬥大
是2009年的一部美國電影，由蓋瑞·溫尼克（Gary Winick）執導，安·海瑟薇和凱特·哈德森主演。

## 情節
從小情如姐妹的兩人麗芙（Liv，凱特·哈德森飾）與艾瑪（Emma，安·海瑟薇飾），最大夢想就是在紐約廣場大飯店（Plaza Hotel），舉行一場夢想中的世紀婚禮，並約定作對方的伴娘。卻沒想到策劃婚禮出了差錯，把兩人婚期定在同一天裡，她們之中必須一人改期，結果為此多年來的摯友，變成終生最大的宿敵，雙方各自暗中較勁，想盡各式招數破壞對方的婚禮。而在婚禮倒數過程中，麗芙逐漸自省凡事要求完美的強勢性格，導致失去最要好的朋友，而艾瑪最後也重新體悟內在本質，並不是那麼合適另一半，最後艾瑪作為麗芙的伴娘，也嫁給麗芙的弟弟。

## 演員
| 演員            | 角色                                     | 介紹                                     |
| 凱特·哈德森     | 奧莉薇亞·"麗芙"·勒納 Olivia "Liv" Lerner | 強悍、不服輸、理性的女律師               |
| 安·海瑟薇       | 艾瑪·愛倫 Emma Allen                     | 溫柔、總是為他人著想而委屈自己的小學教師 |
| 坎娣絲·伯根     | 瑪麗詠·聖克萊爾 Marion St. Claire        | 名婚禮規劃師                             |
| 克里斯·普瑞特   | 佛萊契 Fletcher                          | 艾瑪的未婚夫                             |
| 布萊恩·加連保格 | 納森·"納特"·勒納 Nathan 'Nate' Lerner    | 麗芙的弟弟                               |
| 史帝夫·豪伊     | 丹尼爾 Daniel                            | 麗芙的未婚夫                             |
| 克莉絲汀·強絲頓 | 黛比 Deb                                 | 成為艾瑪伴娘的教師同事，常常壓榨艾瑪     |
| 麥克·亞登       | 凱文 Kevin                               | 成為麗芙伴郎的工作夥伴                   |
| 凱西·威爾遜     | 史黛西·金爵 Stacy Kindred                |                                          |
| 約翰·旁寇       | 約翰·愛倫 John Allen                     | 艾瑪的父親                               |
| 保羅·史奇       | 里奇·辜 Ricky Coo                        | 舞蹈老師                                 |
| 茱恩·拉斐爾     | 亞曼達 Amanda                            |                                          |
| 海蒂妮·帕克     | 瑪麗莎 Marissa                           |                                          |
| 勞倫·畢特納     | 艾美 Amie                                |                                          |

## 票房
開映首周共映3226家戲院廳數，北美開出$21,058,173美元票房，排行當周北美票房第二名，僅次於《經典老爺車》。截至2009年4月30日，北美票房共進帳$58,707,170美元，其他地區票房$55,982,521美元，全球票房總計獲益$114,689,691美元。

## 改編電影
倪妮和Angelababy於2014年6月開拍一起出演的電影《新娘大作戰》。

## 外部連結
- 互联网电影数据库（IMDb）上《新娘愛鬥大》的资料（英文）
- AllMovie上《新娘愛鬥大》的资料（英文）
- Box Office Mojo上《新娘愛鬥大》的資料（英文）
- Metacritic上《新娘愛鬥大》的資料（英文）
- 爛番茄上《新娘愛鬥大》的資料（英文）